# Ostrzeszów (stacja kolejowa)
Ostrzeszów – stacja kolejowa w Ostrzeszowie, w województwie wielkopolskim, w Polsce, na linii kolejowej Poznań Główny - Kluczbork. Według klasyfikacji PKP ma kategorię dworca lokalnego. Perony oraz przejście podziemne zostały wyremontowane w 2015. Są przystosowane do obsługi osób o ograniczonej sprawności ruchowej.

## Ruch pasażerski
| Rok  | Wymiana pasażerska na dobę |
| ---- | -------------------------- |
| 2017 | 200-299                    |
| 2022 | 300-499                    |